# 坎泰利納
49°4′41″N 29°26′20″E / 49.07806°N 29.43889°E
坎泰利納（羅馬化：Kanyelyna）是烏克蘭西南部的村落，隸屬文尼察州的海辛區。該村始建於1754年，面積2.71平方公里，海拔高度221米，2001年該村落人口718。